# Giro dei Paesi Bassi 1996
Il Giro dei Paesi Bassi 1996, trentaseiesima edizione della corsa, si svolse dal 27 al 31 agosto 1996 su un percorso di 880 km ripartiti in 6 tappe, con partenza da Gouda e arrivo a Valkenburg. Fu vinto dal danese Rolf Sørensen della squadra Rabobank davanti allo statunitense Lance Armstrong e al russo Vjačeslav Ekimov.

## Tappe
| Tappa  | Data      | Percorso                                    | km  | Vincitore di tappa | Leader cl. generale |
| ------ | --------- | ------------------------------------------- | --- | ------------------ | ------------------- |
| 1ª     | 27 agosto | Gouda > Haarlem                             | 170 | Federico Colonna   | Federico Colonna    |
| 2ª     | 28 agosto | Haarlem > Almere                            | 180 | Max van Heeswijk   | Federico Colonna    |
| 3ª     | 29 agosto | Almere > Doetinchem                         | 120 | Giovanni Lombardi  | Rolf Sørensen       |
| 4ª     | 29 agosto | Doetinchem > Doetinchem (cron. individuale) | 20  | Rolf Sørensen      | Rolf Sørensen       |
| 5ª     | 30 agosto | Zevenaar > Venray                           | 180 | Erik Zabel         | Rolf Sørensen       |
| 6ª     | 31 agosto | Roermond > Valkenburg                       | 210 | Olaf Ludwig        | Rolf Sørensen       |
| Totale | Totale    | Totale                                      | 880 |                    |                     |

## Dettagli delle tappe

### 1ª tappa
- 27 agosto: Gouda > Haarlem – 170 km

| Pos. | Corridore        | Squadra  | Tempo    |
| ---- | ---------------- | -------- | -------- |
| 1    | Federico Colonna | Mapei-GB | 3h43'05" |
| 2    | Robbie McEwen    | Rabobank | s.t.     |
| 3    | Jans Koerts      | Palmans  | s.t.     |

| Pos. | Corridore        | Squadra  | Tempo    |
| ---- | ---------------- | -------- | -------- |
| 1    | Federico Colonna | Mapei-GB | 3h42'55" |
| 2    | Robbie McEwen    | Rabobank | a 4"     |
| 3    | Jans Koerts      | Palmans  | a 6"     |

### 2ª tappa
- 28 agosto: Haarlem > Almere – 180 km

| Pos. | Corridore        | Squadra   | Tempo    |
| ---- | ---------------- | --------- | -------- |
| 1    | Max van Heeswijk | Motorola  | 4h39'06" |
| 2    | Johan Capiot     | Collstrop | s.t.     |
| 3    | Sven Teutenberg  | US Postal | s.t.     |

| Pos. | Corridore        | Squadra  | Tempo    |
| ---- | ---------------- | -------- | -------- |
| 1    | Federico Colonna | Mapei-GB | 8h22'00" |
| 2    | Max van Heeswijk | Motorola | a 1"     |
| 3    | Robbie McEwen    | Rabobank | s.t.     |

### 3ª tappa
- 29 agosto: Almere > Doetinchem – 120 km

| Pos. | Corridore         | Squadra  | Tempo    |
| ---- | ----------------- | -------- | -------- |
| 1    | Giovanni Lombardi | Polti    | 2h35'29" |
| 2    | Rolf Sørensen     | Rabobank | s.t.     |
| 3    | Lance Armstrong   | Motorola | s.t.     |

| Pos. | Corridore         | Squadra  | Tempo     |
| ---- | ----------------- | -------- | --------- |
| 1    | Rolf Sørensen     | Rabobank | 10h57'33" |
| 2    | Giovanni Lombardi | Polti    | a 1"      |
| 3    | Lance Armstrong   | Motorola | a 2"      |

### 4ª tappa
- 29 agosto: Doetinchem > Doetinchem (cron. individuale) – 20 km

| Pos. | Corridore        | Squadra  | Tempo  |
| ---- | ---------------- | -------- | ------ |
| 1    | Rolf Sørensen    | Rabobank | 22'40" |
| 2    | Lance Armstrong  | Motorola | a 1"   |
| 3    | Vjačeslav Ekimov | Rabobank | a 29"  |

| Pos. | Corridore        | Squadra  | Tempo     |
| ---- | ---------------- | -------- | --------- |
| 1    | Rolf Sørensen    | Rabobank | 11h20'13" |
| 2    | Lance Armstrong  | Motorola | a 3"      |
| 3    | Vjačeslav Ekimov | Rabobank | a 1'07"   |

### 5ª tappa
- 30 agosto: Zevenaar > Venray – 180 km

| Pos. | Corridore         | Squadra  | Tempo    |
| ---- | ----------------- | -------- | -------- |
| 1    | Erik Zabel        | Telekom  | 4h28'30" |
| 2    | Jeroen Blijlevens | TVM      | s.t.     |
| 3    | Federico Colonna  | Mapei-GB | s.t.     |

| Pos. | Corridore        | Squadra  | Tempo     |
| ---- | ---------------- | -------- | --------- |
| 1    | Rolf Sørensen    | Rabobank | 15h48'41" |
| 2    | Lance Armstrong  | Motorola | a 2"      |
| 3    | Vjačeslav Ekimov | Rabobank | a 1'09"   |

### 6ª tappa
- 31 agosto: Roermond > Valkenburg – 210 km

| Pos. | Corridore         | Squadra | Tempo    |
| ---- | ----------------- | ------- | -------- |
| 1    | Olaf Ludwig       | Telekom | 4h48'02" |
| 2    | Giovanni Lombardi | Polti   | a 5"     |
| 3    | Tristan Hoffman   | TVM     | s.t.     |

| Pos. | Corridore        | Squadra  | Tempo     |
| ---- | ---------------- | -------- | --------- |
| 1    | Rolf Sørensen    | Rabobank | 20h36'54" |
| 2    | Lance Armstrong  | Motorola | a 2"      |
| 3    | Vjačeslav Ekimov | Rabobank | a 1'07"   |

## Classifiche finali

### Classifica generale
| Pos. | Corridore          | Squadra                      | Tempo     |
| ---- | ------------------ | ---------------------------- | --------- |
| 1    | Rolf Sørensen      | Rabobank                     | 20h36'54" |
| 2    | Lance Armstrong    | Motorola                     | a 2"      |
| 3    | Vjačeslav Ekimov   | Rabobank                     | a 1'07"   |
| 4    | Marco Lietti       | MG Boys Maglificio-Technogym | a 1'16"   |
| 5    | Erik Dekker        | Rabobank                     | a 1'23"   |
| 6    | Olaf Ludwig        | Team Deutsche Telekom        | a 1'25"   |
| 7    | Erik Breukink      | Rabobank                     | s.t.      |
| 8    | Maarten den Bakker | TVM-Farm Frites              | a 1'33"   |
| 9    | Michael Andersson  | Team Deutsche Telekom        | a 1'34"   |
| 10   | Jesper Skibby      | TVM-Farm Frites              | a 1'45"   |